# Wattwil
Wattwil é uma comuna da Suíça, no Cantão São Galo, com cerca de 8.192 habitantes. Estende-se por uma área de 43,93 km², de densidade populacional de 186 hab/km². Confina com as seguintes comunas: Brunnadern, Bütschwil, Ebnat-Kappel, Ernetschwil, Goldingen, Gommiswald, Hemberg, Krinau, Lichtensteig, Mosnang, Oberhelfenschwil, Sankt Gallenkappel.
A língua oficial nesta comuna é o Alemão.